# Chapadão do Céu
Chapadão do Céu este un oraș în Goiás (GO), Brazilia.